# Restrepia guttulata
Restrepia guttulata, commonly called the Small-spotted Restrepia, là một loài lan có mặt từ Venezuela to Ecuador.

## Hình ảnh

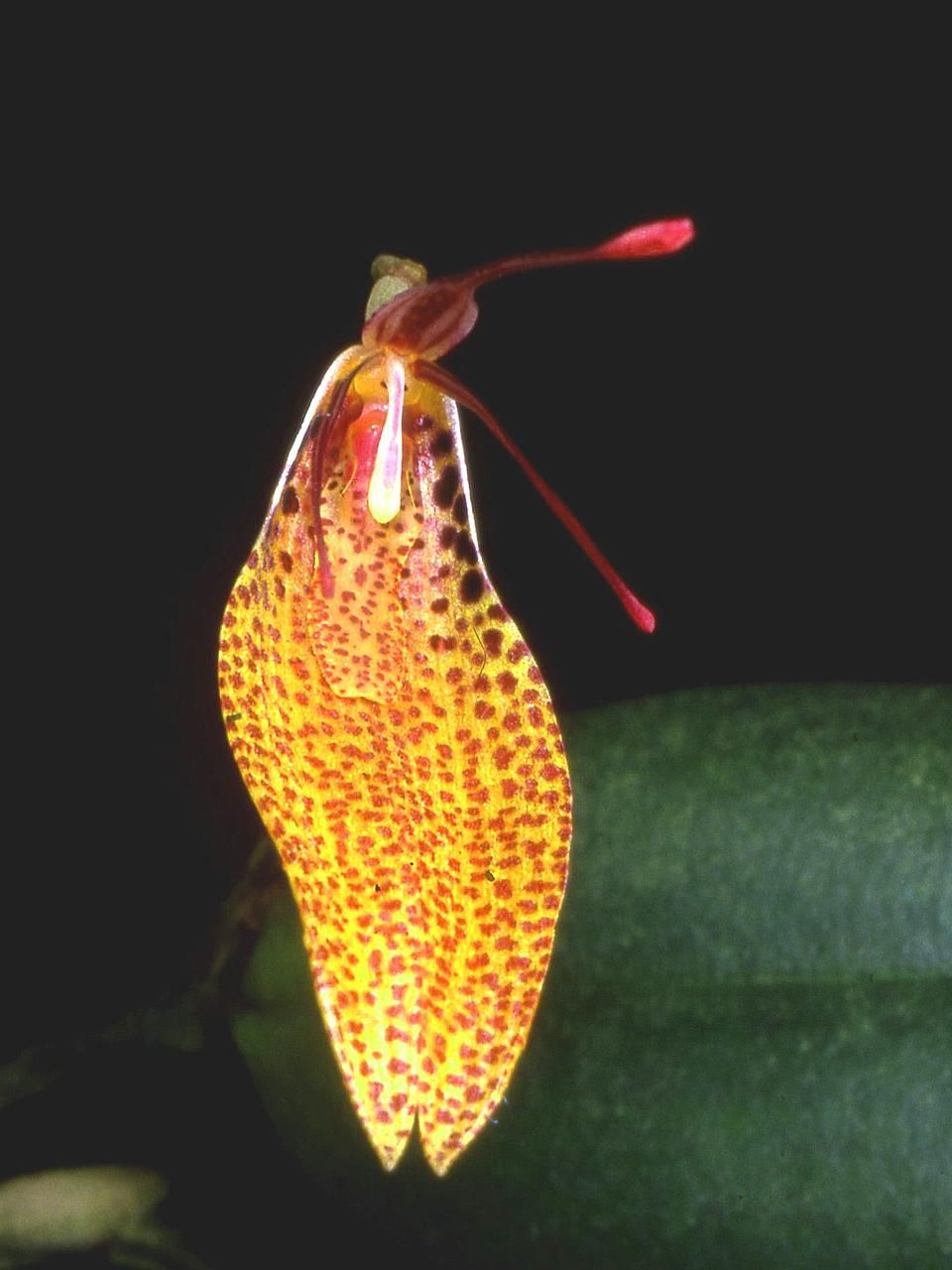